# Le Déshabillage impossible
Le Déshabillage impossible er en fransk stumfilm fra 1900 af Georges Méliès.